# Achim Seidel (Filmeditor)
Achim Seidel (geb. vor 1979) ist ein deutscher Filmeditor.
Seidel studierte von 1979 bis 1981 an der Hochschule Düsseldorf. Seit 1990 ist er als Editor im Film- und Fernsehbereich tätig. Er wirkte bei mehr als 50 Produktionen mit.

## Filmografie (Auswahl)
- 1999–2001: Der Clown (Fernsehserie, 7 Folgen)
- 2002: Junimond
- 2002: Halbe Miete
- 2002–2006: SK Kölsch (Fernsehserie, 30 Folgen)
- 2004: Egoshooter
- 2007: Noch ein Wort und ich heirate dich!
- 2007–2008: R. I. S. – Die Sprache der Toten (Fernsehserie, 9 Folgen)
- 2009: Barfuß bis zum Hals
- 2011: Hannah Mangold & Lucy Palm
- 2011: Verfolgt – Der kleine Zeuge
- 2012: Willkommen im Krieg
- 2013: Tot im Wald
- 2013: Robin Hood und ich
- 2014: Mit Burnout durch den Wald
- 2014: Schwägereltern
- 2015: Marie räumt auf!
- 2015: Reiff für die Insel – Katharina und die Dänen
- 2015: Reiff für die Insel – Katharina und der Schäfer
- 2016: Unser Traum von Kanada: Alles auf Anfang
- 2016: Unser Traum von Kanada: Sowas wie Familie
- 2016–2019: Der Kroatien-Krimi (Fernsehfilmreihe)
  - 2016:  Der Teufel von Split
  - 2016:  Tod einer Legende
  - 2018:  Mord auf Vis
  - 2028:  Messer am Hals
  - 2019: Der Mädchenmörder von Krac
  - 2019: Der Henker
- 2016: Einfach Rosa – Verliebt, verlobt, verboten
- 2016: Über die Grenze – Alles auf eine Karte
- 2016: Familie ist kein Wunschkonzert
- 2016: Liebling, lass die Hühner frei
- 2018: Stubbe – Von Fall zu Fall – Tod auf der Insel
- 2019: Der Usedom-Krimi – Geisterschiff
- 2020: Liebe verjährt nicht
- 2021: Familie ist ein Fest – Taufalarm
- 2022: Der Kommissar und die Eifersucht
- 2022: Der Zürich-Krimi: Borchert und das Geheimnis des Mandanten
- 2022: Der Zürich-Krimi: Borchert und die dunklen Schatten
- 2023: Der Zürich-Krimi: Borchert und die Sünden der Vergangenheit
- 2024: Tatort: Angst im Dunkeln